# Bożidar Mitrew
Bożidar Konstantinow Mitrew (bułg. Божидар Константинов Митрев; ur. 31 marca 1987 w Sofii) – bułgarski piłkarz grający na pozycji bramkarza.

## Kariera klubowa
Mitrew jest wychowankiem Lewskiego Sofia. W pierwszej drużynie tego klubu zadebiutował 31 października 2006 w przegranym 0:3 meczu z Werderem Brema w fazie grupowej Ligi Mistrzów. Debiut ligowy zaliczył 4 listopada tegoż roku w wygranym 3:0 spotkaniu z Beroe Stara Zagora. Wraz z Lewskim dwukrotnie wywalczył mistrzostwo Bułgarii oraz raz zdobył puchar kraju. W grudniu 2012 podpisał półtoraroczny kontrakt z Łokomotiwem Sofia. W czerwcu 2015 trafił do Sheriffa Tyraspol. W marcu 2017 podpisał półtoraroczny kontrakt z Lewskim Sofia.

## Kariera reprezentacyjna
W reprezentacji Bułgarii zadebiutował 7 lutego 2015 w zremisowanym 0:0 nieoficjalnym meczu z Rumunią. Oficjalny debiut w kadrze zaliczył 9 czerwca 2015 w przegranym 0:4 spotkaniu z Turcją w eliminacjach do EURO 2016.

## Życie osobiste
W grudniu 2011 poślubił Desisławę, z którą ma syna Płamena.

## Osiągnięcia
- Mistrzostwo Bułgarii (2): 2006/2007, 2008/2009
- Puchar Bułgarii (1): 2007